# Rivula albistriga
Rivula albistriga är en fjärilsart som beskrevs av George Francis Hampson 1893. Rivula albistriga ingår i släktet Rivula och familjen nattflyn. Inga underarter finns listade.